# Bouesse
Bouesse  là một xã tại tỉnh Indre khu vực trung bộ Pháp. Xã này có diện tích 24,19 km², dân số thời điểm năm 2005 là 398 người. Khu vực này có độ cao trung bình 186 mét trên mực nước biển.